# Más Ciudad
El eslogan del municipio de la ciudad de Guayaquil durante el mandato de Jaime Nebot es Más Ciudad que corresponde a un plan político y administrativo de la ciudad, y por consiguiente, sus principales obras y proyectos se clasifican en: Más obras, Más alimentos, Más regeneración urbana, Más salud y Más seguridad. El concepto y el desarrollo de la campaña "Más ciudad" estuvo a cargo del director creativo argentino Antonio Rigó y el diseño gráfico por el profesional local Juan García Bustamante. 

## Regeneración urbana

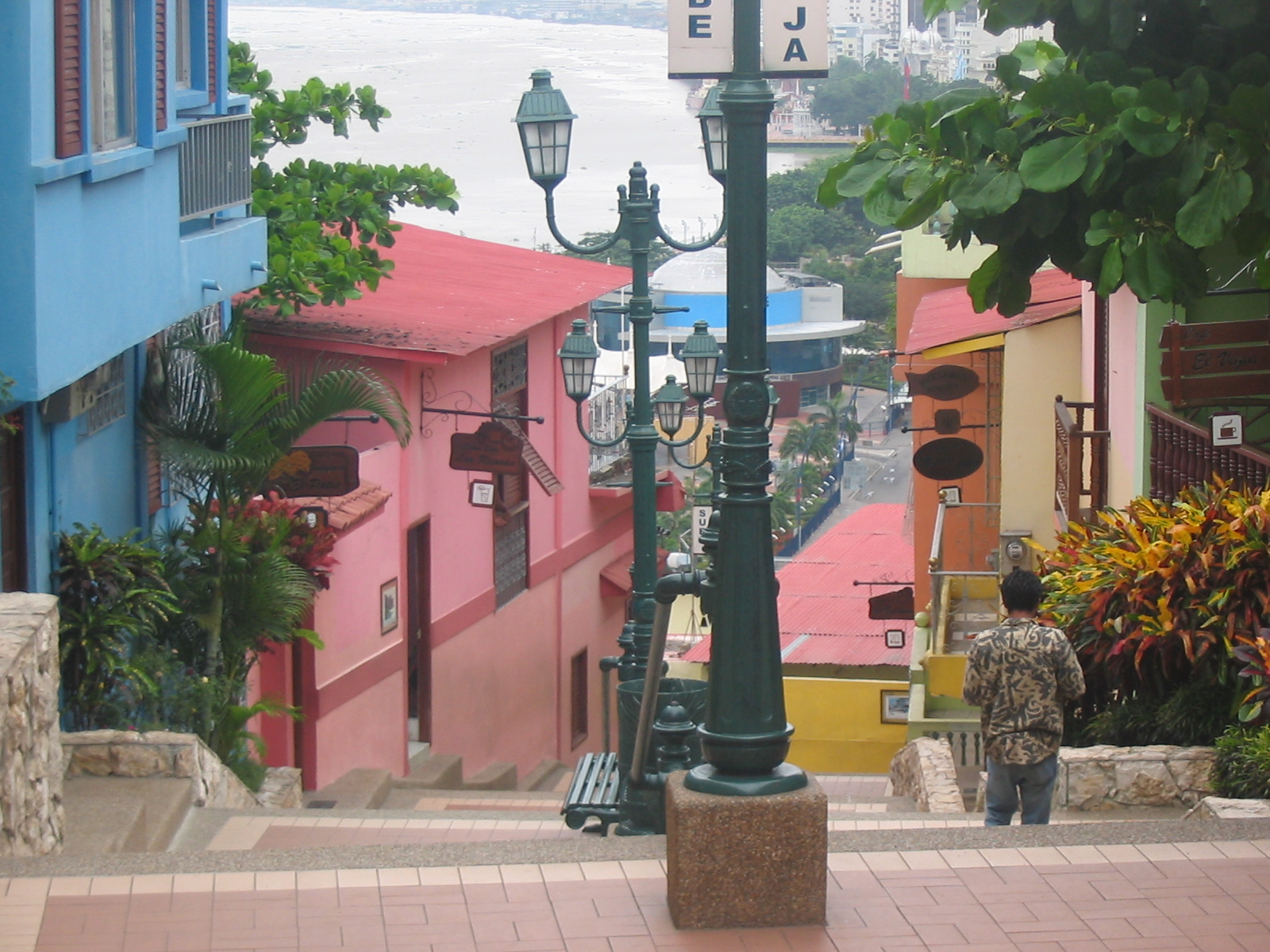
Cerro Santa Ana

Consiste en regenerar las áreas públicas de la ciudad reestructurando la distribución vial y alcantarillado, así como adecuación de áreas verdes para contribuir al medio ambiente de la ciudad. La regeneración incluye reemplazo y nivelación de aceras, reconstrucción de calles (en ocasiones con adoquines), reforma de señalización y semáforos, colocación de rejillas y alcantarillas, postes de alumbrado con lámparas ornamentales, bordillos, tapas, bancos, jardines, piletas, áreas verdes, parques de recreación, paradas de bus, e incluso se han llegado a pintar las casas de las avenidas principales donde se lleva a cabo el proyecto, generalmente con colores vivos o pasteles; en fin, todo lo que contribuya al paisajismo. 
Además, la regeneración ha llevado consigo reformas en la infraestructura de los servicios básicos brindándoles canalizaciones subterráneas, librando las calles de todo tipo de cableado y asumido los llamados "costos de infraestructura": canaletas subterráneas de aguas servidas, telefónica, eléctrica, comunicaciones (Datos, TV, etc.) y tirantes de aguas lluvias previéndose una reserva adecuada para futuras empresas de servicio. Destaca el cableado telefónico que era la que mantenía un mayor desorden en el cableado aéreo. Ciertos transformadores fueron movidos a compartimientos subterráneos o cambiados por transformadores terrestres generalmente vistos como cajas verdes camufladas en las jardineras.
El piso usado es generalmente un porcelanato o piedra. Las tapas y alcantarillas metálicas en un principio eran importadas de Francia, desde 2004 de Brasil.
Las áreas regeneradas más destacadas son: el centro de la ciudad (9 de Octubre, sector bancario, etc.), sectores y parques de Urdesa, Barrio del Centenario, zona rosa, Mercado Artesanal de la Av. Machala, Parque Forestal, Cerro Santa Ana, Av. Venezuela, varias zonas marginales como Bastión y los Guasmos, entre otras. Se ha colocado murales en pasos elevados, instalado el balneario de La Playita, reformado el Puerto Santa Ana, y al término de 2007 el nuevo Terminal Terrestre.

## Más salud
Es un programa que provee a ciertos sectores de la ciudad con brigadas médicas y dispensarios municipales tanto en parroquias urbanas como rurales del cantón. Adicionalmente mantiene actividades de prevención a través de charlas, distribución de panfletos.
El programa está conformado por varios proyectos a su vez, como lo son: El Proyecto de Dispensarios Municipales, Proyecto de las Brigadas de Salud Comunitaria, El Proyecto de Unidades Móviles y Hospitales del día. Además proyectos como el Programa de educación para la salud, Programa de prevención odontológica y un Programa de atención médica en áreas rurales.
Muchos profesionales de la salud que laboran independientemente o de manera particular en sectores que atienden estas brigadas reclaman que la existencia de estos planes asistencialistas son de muy baja calidad y sin ninguna planificación médica.[cita requerida]

## Más seguridad
Ante el incremento de las tasas de delincuencia en la ciudad, el programa se basó fundamentalmente en la implementación de la denominada Policía Metropolitana, que además de reclutar a vigilantes propios del municipio, contrató unidades a empresas privadas, ocasionando una ligera controversia. Estos vigilantes a pesar de que iban armados dependiendo de la zona, no tenían autoridad para utilizarla salvo para defensa personal (algunos han portado rifles) y se limitan a comunicar vía radio a los agentes de la Policía Nacional cualquier acto delictivo de manera que sean ellos quienes procedieran con el uso de la fuerza en caso de ser necesario. En algunas ocasiones, hubo quejas de parte de los ciudadanos que alegaban que estos guardias hacían detenciones abusivas. Presiones de diversos sectores llevaron a que poco a poco se vaya retirando a los uniformados de empresas privadas.
Además se instalaron cámaras de seguridad en puntos críticos de la ciudad, plan denominado Ojos de Águila. Estas cámaras proyectan imágenes de vías públicas en las instalaciones del Municipio en el centro de la ciudad, un equipo de vigilancia permanente está coordinado con agentes de la Policía Nacional y la Comisión de Tránsito. A pesar de no haber quejas con la instalación de las cámaras, y más bien aceptación general, el hecho se ve comprometido con la intrusión en las libertades civiles. Hay también quienes critican su ineficacia, y según unos diarios, solo previene el 1% de los actos delictivos en la ciudad. Incluso ha servido para que los noticieros retransmitan imágenes donde se identifican a los antisociales o para observar el modus operandi y alertar a la ciudadanía. Quito cuenta con un proyecto similar.

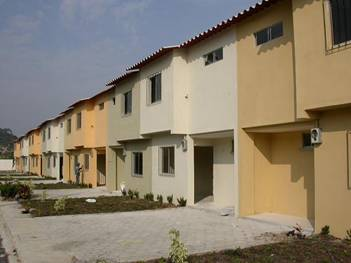
Casas del proyecto de doble piso

Organismos internacionales denunciaron la existencia de un plan de guardia de choque de parte del Municipio[cita requerida], aparte mientras duró el plan Más Seguridad las quejas de abuso de autoridad fue bastante frecuente, sumado a la implementación de una cárcel municipal[cita requerida], en que se cobra una fianza de $40 dólares americanos, a pesar de que es inconstitucional la misma existencia de tal centro de detención.[cita requerida].

## Mucho Lote
Programa de popular masivo de viviendas de bajo costo en las afueras de la ciudad. Se emplean planes de financiamiento acordes a la economía del adquiriente. Existen ya cuatro urbanizaciones: al Norte, en Pascuales; al Sur, en Bastión Popular (Bloque 5); al Este, la Urbanización Las Orquídeas Oeste; y al Oeste, Bastión Popular Bloques 4 y 10C.

## Ordenanzas municipales

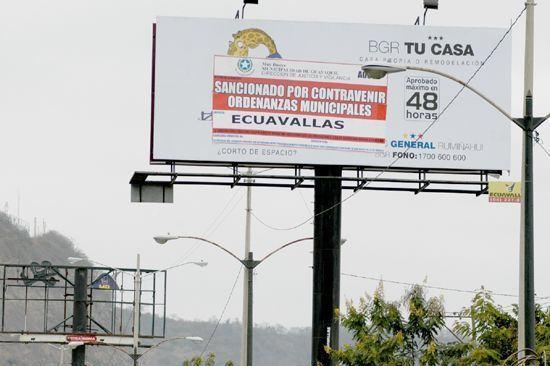
Empresa publicitaria sancionada por Municipio tras no acatar Ordenanza Municipal. Av. Carlos Julio Arosemena.

Durante su mandato ha instaurado y reformado una gran serie de ordenanzas entre las que se destacan: reforma de rótulos publicitarios, restricciones en construcciones de edificios y viviendas, uso de espacios públicos a comerciantes informales, regulaciones en discotecas, pintada de fachadas obligatoria, renombramiento calles de la ciudad y la más reciente prohibición al paso de autobuses interprovinciales por el puente la Unidad Nacional Rafael Mendoza.
Las ordenanzas incluyen multas para personas o instituciones que las incumplan, que generalmente causan molestias a pequeños grupos de personas que no se acostumbran de inmediato a ellas o aquellas que salen perjudicadas indirectamente.
La prohibición al paso de autobuses interprovinciales por el puente la Unidad Nacional Rafael Mendoza Avilés en 2007 generó controversia al ser derogada por el presidente Rafael Correa. El alcalde y el presidente mantuvieron durante meses una disputa a través de los medios públicos sobre el uso del puente, generando confrontación y polémica. En diciembre de 2007 se ordenó la prohibición de la calle que conecta el puente con el Terminal Terrestre recién inaugurado, siendo inútil entonces el paso de buses por el puente sino se puede llegar al destino final.
La ordenanza de rótulos regula colores, tipo de estructura, tamaño y ubicación de las vallas publicitarias en áreas públicas y dentro de propiedades privadas. Se expidió el 16 de junio de 2003 y tuvo tres modificaciones. Varias empresas fueron sancionadas. Actualmente las calles ya no están tan saturadas de dichas publicidades.